# Adriano Baffi
Adriano Baffi (Vailate, 7 agosto 1962) è un dirigente sportivo, ex ciclista su strada e pistard italiano.
È stato ciclista professionista dal 1985 al 2002, affermandosi soprattutto come velocista (vinse cinque tappe e una classifica a punti al Giro d'Italia) e seigiornista. Dal 2014 è direttore sportivo del WorldTeam statunitense Trek-Segafredo.
Figlio di Pierino, famoso sprinter degli anni '50 e '60, è padre di Piero, anche lui ciclista professionista.

## Carriera
Dopo aver ottenuto numerose vittorie nelle categorie minori, sia in strada che su pista, nel 1985 passò al professionismo sotto la guida di Giancarlo Ferretti con la maglia della Ariostea-Oece, ottenendo subito il primo successo della carriera nel circuito casalingo di Vailate. Dopo due anni di crescita, nel 1988 vinse la Milano-Vignola (si ripeté nel 1989), la Settimana Siciliana e il Giro di Campania; l'anno precedente si era imposto in una tappa del Tour de Suisse.
Al Giro d'Italia ottenne in tutto cinque vittorie di tappa, due nel 1990 e tre nel 1993, anno questo in cui fece sua anche la classifica a punti della "Corsa rosa". La migliore stagione fu il 1994, quando conseguì quattordici vittorie, fra cui il Trofeo Luis Puig disputatosi in Spagna.
Partecipò cinque volte ai mondiali su pista, ottenendo un argento nel 1988 nella corsa a punti, oltre a vincere anche quindici Sei giorni, tre titoli italiani su pista nella corsa a punti e due nell'americana.
Concluse la carriera nel 2002 a quarant'anni, correndo le ultime gare prevalentemente in pista. Dopo il ritiro diventa direttore sportivo per formazioni professionistiche; dal 2011 è ds del Team Leopard-Trek, noto come Trek dal 2014.

## Palmarès

### Strada
- 1985 (Ariostea, una vittoria)

Millemetri del Corso di Mestre
- 1987 (Gis Gelati, due vittorie)

Giro dell'Etna
1ª tappa Tour de Suisse (Affoltern am Albis > Ruggell)
- 1988 (Gis Gelati, otto vittorie)

Giro di Campania
2ª tappa Settimana Ciclistica Internazionale
4ª tappa Settimana Ciclistica Internazionale
Classifica generale Settimana Ciclistica Internazionale
2ª tappa Tirreno-Adriatico (Bacoli > Cassino)
6ª tappa 1ª semitappa Tirreno-Adriatico (Grottammare > San Benedetto del Tronto)
5ª tappa Giro di Puglia (Ostuni > Martina Franca)
Milano-Vignola
- 1989 (Ariostea, sei vittorie)

2ª tappa Settimana Ciclistica Internazionale
Giro della Provincia di Reggio Calabria
7ª tappa Parigi-Nizza (Mandelieu > Nizza)
2ª tappa Driedaagse De Panne - Koksijde (Herzele > La Panne)
3ª tappa Driedaagse De Panne - Koksijde (La Panne > La Panne)
Milano-Vignola
- 1990 (Ariostea, otto vittorie)

5ª tappa Settimana Ciclistica Internazionale
Trofeo Pantalica
Giro dell'Etna
5ª tappa Parigi-Nizza (Vergèze > Marsiglia)
2ª tappa Giro del Trentino (Torbole sul Garda > Caderzone)
10ª tappa Giro d'Italia (Cuneo > Lodi)
17ª tappa Giro d'Italia (Aprica > Gallarate)
2ª tappa Ronde van België (Charleroi > Roeselare)
- 1992 (Ariostea, due vittorie)

8ª tappa Parigi-Nizza (Mandelieu-la-Napoule > Nizza)
2ª tappa Giro del Trentino (Torbole > Tione di Trento)
- 1993 (Mercatone Uno, tre vittorie)

2ª tappa Giro d'Italia (Grosseto > Rieti)
8ª tappa Giro d'Italia (Agrigento > Palermo)
18ª tappa Giro d'Italia (Sampeyre > Fossano)
- 1994 (Mercatone Uno, tredici vittorie)

2ª tappa Vuelta a Andalucía (Trebujena > Dos Hermanas)
3ª tappa Vuelta a Andalucía (Morón de la Frontera > Torrox Costa)
6ª tappa Vuelta a Andalucía (Torredonjimeno > Granada)
Monte Carlo-Alassio
Trofeo Luis Puig
1ª tappa Vuelta a la Comunidad Valenciana (Calp > Calp)
2ª tappa Vuelta a la Comunidad Valenciana (Almussafes > Buñol)
3ª tappa Vuelta a la Comunidad Valenciana (Buñol > Alcalà de Xivert)
4ª tappa Vuelta a la Comunidad Valenciana (Alcossebre > Benicasim)
1ª tappa Tirreno-Adriatico (Nettuno > Anzio)
4ª tappa Setmana Catalana de Ciclisme (Llívia > Santa Coloma)
5ª tappa 1ª semitappa Setmana Catalana de Ciclisme (Santa Coloma > Sant Cugat del Vallès)
1ª tappa Giro del Trentino (Arco > Trento)
- 1995 (Mapei, sette vittorie)

1ª prova Challenge de Mallorca (Trofeo Mallorca)
2ª tappa Vuelta a Andalucía (Dos Hermanas > Fuengirola)
4ª tappa Vuelta a Andalucía (Motril > Jaén)
2ª tappa Vuelta Ciclista a Murcia (Puerto Lumbreras > Cieza)
5ª tappa Vuelta Ciclista a Murcia (Murcia > Murcia)
Classifica generale Vuelta Ciclista a Murcia
19ª tappa Vuelta a España (Sabiñánigo > Calatayud)
- 1996 (Mapei, cinque vittorie)

5ª tappa Giro di Sardegna (Alghero > Tempio Pausania)
Paris-Camembert
3ª tappa Circuit de la Sarthe
4ª tappa Circuit de la Sarthe
Classifica generale Circuit de la Sarthe
- 1997 (US Postal Service, una vittoria)

7ª tappa Parigi-Nizza (Saint-André-les-Alpes > Antibes)

#### Altri successi
- 1985 (Ariostea)

Vailate (Criterium)
- 1987 (Gis Gelati)

Tréviglio (Criterium)
- 1988 (Gis Gelati)

Affoltern am Albis (Criterium)
Fusarpoli (Criterium)
San Pellegrino Terme (Criterium)
Zürich-Affoltern (Criterium)
Pordenone (Criterium)
- 1990 (Ariostea)

Bologna (Criterium)
- 1991 (Ariostea)

Crema (Criterium)
- 1992 (Ariostea)

Linz (Criterium)
- 1993 (Mercatone Uno)

Classifica a punti Giro d'Italia
Schaan (Criterium)
- 1994 (Mercatone Uno)

Voghera (Criterium)
- 1995 (Mapei)

Oostrozebeke (Criterium)
- 1999 (Mapei-Quick Step)

Heilbronn (Criterium)
- 2000 (Mapei-Quick Step)

Heilbronn (Criterium)
Zele (Criterium)
3ª tappa Coca-Cola Trophy (Criterium)
- 2001 (Mapei-Quick Step)

Sindelfingen-Schleife (Criterium)
1ª tappa Top Trophy (Criterium)
- 2002 (Mapei-Quick Step)

Stuttgart (Criterium)
Wangen (Criterium)
Stuttgart-Hohenheim (Criterium)

### Pista
- 1980

Campionati italiani, Inseguimento a squadre Juniores
Campionati italiani, Chilometro da fermo Juniores
- 1987

Campionati italiani, Corsa a punti
- 1988

Campionati italiani, Corsa a punti
- 1989

Campionati italiani, Corsa a punti
Sei giorni di Bassano del Grappa (con Danny Clark)
Sei giorni di Zurigo (con Pierangelo Bincoletto)
- 1990

Sei giorni di Zurigo (con Pierangelo Bincoletto)
- 1993

Sei giorni di Bordeaux (con Giovanni Lombardi)
- 1994

Sei giorni di Dortmund (con Giovanni Lombardi)
- 1996

Sei giorni di Bologna (con Pierangelo Bincoletto)
Sei giorni di Grenoble (con Giovanni Lombardi)
Sei giorni di Monaco di Baviera (con Giovanni Lombardi)
- 1997

Campionati italiani, Americana (con Marco Villa)
- 1998

Sei giorni di Colonia (con Andreas Kappes)
Sei giorni di Grenoble (con Andrea Collinelli)
Campionati italiani, Americana (con Andrea Collinelli)
Sei giorni di Bassano del Grappa (con Marco Villa)
- 1999

Sei giorni di Stoccarda (con Andreas Kappes)
Sei giorni di Grenoble (con Andrea Collinelli)
Campionati italiani, Corsa a punti
- 2002

Sei giorni di Nouméa (con Jean-Michel Tessier)
Sei giorni di Grenoble (con Marco Villa)

## Piazzamenti

### Grandi Giri
- Giro d'Italia

1986: 141º
1987: 125º
1988: ritirato (14ª tappa)
1989: 138º
1990: 145º
1991: ritirato (non partito 4ª tappa)
1992: 113º
1993: 80º
1994: ritirato (14ª tappa)
1996: 79º
- Tour de France

1990: 134º
1994: ritirato (5ª tappa)
1997: 119º
- Vuelta a España

1993: 90º
1994: ritirato (4ª tappa)
1995: 67º

### Classiche monumento
- Milano-Sanremo

1989: 3º
1990: 8º
1991: 72º
1993: 11º
1994: 3º
1995: 77º
1997: 59º
- Giro delle Fiandre

1989: 26º
1990: 19º
1992: 12º
1993: 33º

### Competizioni mondiali
- Campionati del mondo su pista

Gand 1988 - Corsa a punti: 2º